# کامیلا هرم
کامیلا هرم (نروژی: Camilla Herrem؛ زادهٔ ۸ اکتبر ۱۹۸۶) بازیکن هندبال اهل نروژ است.